# Trinità d’Agultu e Vignola
Trinità d’Agultu e Vignola ist eine Gemeinde in der Provinz Nord-Est Sardegna in der italienischen Region Sardinien mit 2351 Einwohnern (Stand 31. Dezember 2023).

## Geographie
Trinità d’Agultu e Vignola liegt auf einem Berg ca. 4 km vom Meer entfernt. Zum Ort gehört der westliche Teil der Costa Paradiso mit dem Badeort Isola Rossa.
Die Nachbargemeinden von Trinità d’Agultu e Vignola sind Aggius, Aglientu, Badesi, Viddalba.